# 1977-es Formula–1 olasz nagydíj
Az olasz nagydíj volt az 1977-es Formula–1 világbajnokság tizennegyedik futama.

## Futam
| Helyezés | #  | Versenyző             | Csapat/Motor       | Körök | Idő/Kiesés oka | Rajthely | Pontszám |
| -------- | -- | --------------------- | ------------------ | ----- | -------------- | -------- | -------- |
| 1        | 5  | Mario Andretti        | Lotus-Ford         | 52    | 1:27:50,30     | 4        | 9        |
| 2        | 11 | Niki Lauda            | Ferrari            | 52    | 16,96          | 5        | 6        |
| 3        | 17 | Alan Jones            | Shadow-Ford        | 52    | 23,63          | 16       | 4        |
| 4        | 2  | Jochen Mass           | McLaren-Ford       | 52    | 28,48          | 9        | 3        |
| 5        | 22 | Clay Regazzoni        | Ensign-Ford        | 52    | 30,11          | 2        | 2        |
| 6        | 3  | Ronnie Peterson       | Tyrrell-Ford       | 52    | + 1:19,22      | 12       | 1        |
| 7        | 27 | Patrick Nève          | March-Ford         | 50    | + 2 kör        | 24       |          |
| 8        | 26 | Jacques Laffite       | Ligier-Matra       | 50    | + 2 kör        | 8        |          |
| 9        | 24 | Rupert Keegan         | Hesketh-Ford       | 48    | + 4 kör        | 23       |          |
| Kiesett  | 10 | Ian Scheckter         | March-Ford         | 41    | Erőátvitel     | 17       |          |
| Kiesett  | 12 | Carlos Reutemann      | Ferrari            | 39    | Kicsúszás      | 2        |          |
| Kiesett  | 16 | Riccardo Patrese      | Shadow-Ford        | 39    | Kicsúszás      | 6        |          |
| Kiesett  | 14 | Bruno Giacomelli      | McLaren-Ford       | 38    | Motorhiba      | 15       |          |
| Kiesett  | 8  | Hans-Joachim Stuck    | Brabham-Alfa Romeo | 31    | Motorhiba      | 11       |          |
| Kiesett  | 1  | James Hunt            | McLaren-Ford       | 26    | Kicsúszás      | 1        |          |
| Kiesett  | 4  | Patrick Depailler     | Tyrrell-Ford       | 24    | Motorhiba      | 13       |          |
| Kiesett  | 20 | Jody Scheckter        | Wolf-Ford          | 23    | Motorhiba      | 3        |          |
| Kiesett  | 15 | Jean-Pierre Jabouille | Renault            | 23    | Motorhiba      | 20       |          |
| Kiesett  | 34 | Jean-Pierre Jarier    | Team Penske-Ford   | 19    | Motorhiba      | 18       |          |
| Kiesett  | 23 | Patrick Tambay        | Ensign-Ford        | 9     | Motorhiba      | 21       |          |
| Kiesett  | 19 | Vittorio Brambilla    | Surtees-Ford       | 5     | Baleset        | 10       |          |
| Kiesett  | 6  | Gunnar Nilsson        | Lotus-Ford         | 4     | Felfüggesztés  | 22       |          |
| Kiesett  | 30 | Brett Lunger          | McLaren-Ford       | 4     | Motorhiba      | 19       |          |
| Kiesett  | 7  | John Watson           | Brabham-Alfa Romeo | 3     | Baleset        | 14       |          |
| NK       | 9  | Alex Ribeiro          | March-Ford         |       |                |          |          |
| NK       | 28 | Emerson Fittipaldi    | Fittipaldi-Ford    |       |                |          |          |
| NK       | 18 | Lamberto Leoni        | Surtees-Ford       |       |                |          |          |
| NK       | 38 | Brian Henton          | Boro-Ford          |       |                |          |          |
| NK       | 36 | Emilio de Villota     | McLaren-Ford       |       |                |          |          |
| NK       | 25 | Ian Ashley            | Hesketh-Ford       |       |                |          |          |
| NK       | 29 | Teddy Pilette         | BRM                |       |                |          |          |
| NK       | 33 | Hans Binder           | Team Penske-Ford   |       |                |          |          |
| NK       | 41 | Loris Kessel          | Williams-Ford      |       |                |          |          |
| NK       | 21 | Giorgio Francia       | Brabham-Alfa Romeo |       |                |          |          |

## Statisztikák
Vezető helyen:
- Jody Scheckter: 9 (1-9)
- Mario Andretti: 43 (10-52)

Mario Andretti 6. győzelme, 6. leggyorsabb köre, James Hunt 13. pole-pozíciója.
- Lotus 63. győzelme.

Bruno Giacomelli első versenye.